# 君が呼ぶ、メギドの丘で
『君が呼ぶ、メギドの丘で』（きみがよぶ、メギドのおかで）とはLeafより2008年12月26日に発売されたアダルトゲームである。2008年10月3日-11月3日の間、アリスソフトの闘神都市IIIと合同予約キャンペーンを行っていた。
物語はキリスト教の旧約聖書の創世記をモチーフにしている。特に分岐などは無く、一直線シナリオである。

## あらすじ
かつて神によって仕掛けられた破滅の運命から世界を救うため、世界の創造主であったアダマン（創世記のアダムに相当）の子孫である主人公が、その世界を司る悪魔三柱とともに破滅の元凶と戦うために旅をする。

## 登場人物
ベーグル・ロコ
主人公。マリアと同じ孤児院「ロコホーム」の出身だが、神学校を飛び出し、今は自称考古学者として各地の遺跡の発掘（実質は盗掘）をしている。マリアを訪ねた辺境の地ソルトベルで、リノンを（文字通り）拾い、オリジナルの聖書を無理矢理手渡されたことで救世主に祭り上げられ、世界を救うはめになる。
根性がなく、周囲からも頼りない印象をもたれるが、女性には(下心込みで)優しい。また、困っていたり危機に陥っている他者を黙って見過ごせず、時には自分を犠牲にしてでも守ろうとする愚直さを持つ。
当初は性格面からして相応しいとは言えない自分が選ばれたことと、世界滅亡が半信半疑だったこともあり、救世主としての自覚に乏しかった。しかし、様々な人との出会いや事件を通じて次第に救世主としての使命に目覚めていく。
物語の終盤直前で、本名が「ベーグル・レスタティオ」で、ヨーラン・レスタティオ(スウェン)とチャド・ロコの実子であることが明らかとなる。
所持する武器は聖書。
リノン
悪魔三柱の一人。大地の鍵を司る。アダマンの子孫であるベーグルを救世主として指名する。クロワッサンに酷似した金髪縦ロールが特徴で、しばしば目印代わりにされる。ディーポという一つ目のコウモリに似た生物を連れている。
実はベーグルのことを遠くから観察していて、彼を救世主に選んだ理由は「恋をしたから」。
所持する武器は大きな鍵だが、通常攻撃ではディーポが体当たりしている。
ヤハ
悪魔三柱の一人。空の矛を司る。名前の元ネタはエホバ（ヤハウェ）。
物語の序盤では軟弱者のベーグルを見下していて、隙あらば後ろからバッサリいこうとするが、次第にベーグルの芯の強さに気づき惹かれていく。
自称「リノンを守る者」だが、ラスボス戦の直前に本当の正体が判明する。
所持する武器はトライデント状の矛。
マリア・ロコ
ベーグルと同じ孤児院出身のシスター。所属する聖典教団に意見したため、辺境の地ソルトベルに飛ばされる。訪ねてきたベーグルが世界を救う騒動に巻き込まれたのを追いかける。マリアの名前には秘密があり、エピローグに示唆する描写がある。この描写から彼女が真のメイン・ヒロインと考えられる。ベーグルと同じロコ姓のため、セシリアにベーグルの妻と勘違いされる。
優れた癒し手としても知られている敬虔なシスターだったはずなのだが、ベーグルの戦いに巻き込まれてからは、破戒の道をまっしぐらに進む。
所持する武器はリボルバーの二丁拳銃。銃の腕はかなりのもの。オープニングアニメに登場するガトリング砲も使う。
ナタス
悪魔三柱の一人。時を司る。アダマンのパートナーだったイーファ（創世記のイヴに相当）を堕落させた張本人。凶事の預言者として恐れられている存在。コールドスリープ状態のところをベーグルらに(文字通り)たたき起こされる。アダマンの生き写しと言われるベーグルには熱い想いを持っている。
所持する武器は錫杖。
バディ
存在するはずのない四人目の悪魔。感情に乏しく、無口。ヤハの白装束に対して黒衣を纏い、対極の存在とも言える。スウェンの命令に絶対服従し、彼の命令ならば民間人をも虐殺するが、ベーグルに説得され、彼に心を開いていく。
実はスウェンによって彼とチャドの細胞を基に造られた娘で、遺伝的にベーグルの妹にあたる。
所持する武器はサイズ（大鎌）。
セシリア・キュベレー
聖典教団に所属する聖騎軍の年若き女性指揮官。聖典教団から差別された異教の民の娘で、その生い立ちから信仰心で教団に縛られた悲しい存在。ベーグルによって心を救われ教団からの離反を決意する。しかし教団に捕らえられ、エレミアに「アダマンの裁断機」を手渡されて我を失いベーグルを殺害しようとするが、裁断機を破壊されて正気を取り戻す。
所持する武器は大きな二本の剣先を持つ槍。
エレミア・エウリスミア
聖典教団所属の聖女と呼ばれる存在だが、その実は金に汚い守銭奴。救世主に祭り上げられたベーグルを逆恨みし、物語の終盤直前までは強大な敵として対峙することになる。
本名は「クララ・エコー」で、マリアやベーグルと同じ孤児院に居たことがある。
所持する武器はエレミア自身が開発した人工聖書「偽典」。
チャド・ロコ
各地で(特に聖典教団相手に)盗みを働く、飄々として掴みどころのない女性。自称「義賊」。ナタスとは古い友人である。
その正体は、かつて救世主と共に世界時計に挑んだ者の一人で、ベーグルの実母である。
所持する武器は日本刀のような剣。
スウェン
バディを従える謎の男。行く先々でベーグル達を妨害しようとするが、結局は何もしない事が多い。
所持する武器は諸刃の剣。
超大物声優が声をあてていて、過去の作品のパロディ（百式、サングラス）がボスキャラやアイテムのネタとして登場する。

## スタッフ

### シナリオ
- 枕流

### キャラクターデザイン・原画
- Karen - 担当キャラはベーグル、マリア、リノン、ヤハ
- みつみ美里 - 担当キャラはセシリア
- 甘露樹 - 担当キャラはエレミア
- なかむらたけし - 担当キャラはナタス
- カワタヒサシ - 担当キャラはスウェン、バディ

### キャラクターモデリング
- 古寺成 - キャラクターデザインも兼任。担当キャラはチャド

### 音楽監修
- 下川直哉

### 音楽
- 松岡純也
- 衣笠道雄
- 石川真也

## 主題歌
- オープニングテーマ「Hold a dream」
  - 作詞：須谷尚子 作曲・編曲：松岡純也 歌：上原れな
- エンディングテーマ「SEED」
  - 作詞：須谷尚子 作曲・編曲：松岡純也 歌：上原れな